# Walter Porstmann
Walter Porstmann (* 8. März 1886 in Geyersdorf; † 24. Juni 1959 in Berlin) war ein deutscher Ingenieur, Mathematiker und Normungstheoretiker. Er ist der Begründer der Deutschen Papierformat-Normung.

## Leben
Walter Porstmann studierte an den Universitäten Erlangen, Kiel und Leipzig und legte das Staatsexamen in den Fächern Mathematik, Physik und angewandter Mathematik ab.
Von 1912 bis 1914 war er Assistent des Nobelpreisträgers Wilhelm Ostwald. Ostwald war Vorsitzender der „Brücke – Internationales Institut für Organisation der geistigen Arbeit“ und hatte Papiergrößen mit dem Seitenverhältnis {\displaystyle 1:{\sqrt {2}}} entwickelt, das Weltformat.
1915 wirkte Porstmann als technischer Schriftsteller und war nach seiner Einberufung im Ersten Weltkrieg als Meteorologe an der Westfront tätig. 1917 veröffentlichte er sein Buch Normenlehre, das die Aufmerksamkeit von Waldemar Hellmich, des ersten Geschäftsführers des Deutschen Instituts für Normung (DIN) erregte. 1918 schrieb er seine Doktorarbeit zum Thema Untersuchungen über Aufbau und Zusammenschluss der Maßsysteme. In der Folgezeit arbeitete er in der Hinz-Fabrik in Berlin-Mariendorf und legte das Doktorexamen in den Fächern Funktionentheorie, Thermodynamik und Meteorologie ab.
Porstmann wurde 1920 Mitarbeiter des 1917 gegründeten Normenausschusses der Deutschen Industrie, Vorläufer des Deutschen Instituts für Normung. Dieses veröffentlichte am 18. August 1922 die DIN 476 „Papierformate“. Porstmann hatte das Weltformat mit dem metrischen Flächenmaß verbunden: Das Format DIN A0 hat eine Fläche von einem Quadratmeter. Er ergänzte das Format um die etwas größere B-Reihe für Briefhüllen.
Bei der Einführung der neuen Norm in die Praxis war die öffentliche Hand führend. Schon kurz nach der Veröffentlichung im August 1922 stellte – als erste Behörde – das Bezirksamt Wunsiedel seine Papierformate auf die A-Reihe um. Im Jahre 1923 wurde Porstmann Geschäftsführer der Fabriknorm GmbH, die zugehörige Artikel vom Karteikasten bis zum Briefordner herstellte.
Walter Porstmann setzte sich für die Kleinschreibung in Deutschland ein, unter anderem aus wirtschaftlichen Gründen. Er entwarf auch ein Konzept eines neuen, rein phonetischen Alphabets.
1944 wurde Walter Porstmann mit dem Ehrenring des DIN ausgezeichnet. Er hat 16 Bücher, hunderte von Aufsätzen, Berichten und Buchbesprechungen verfasst.

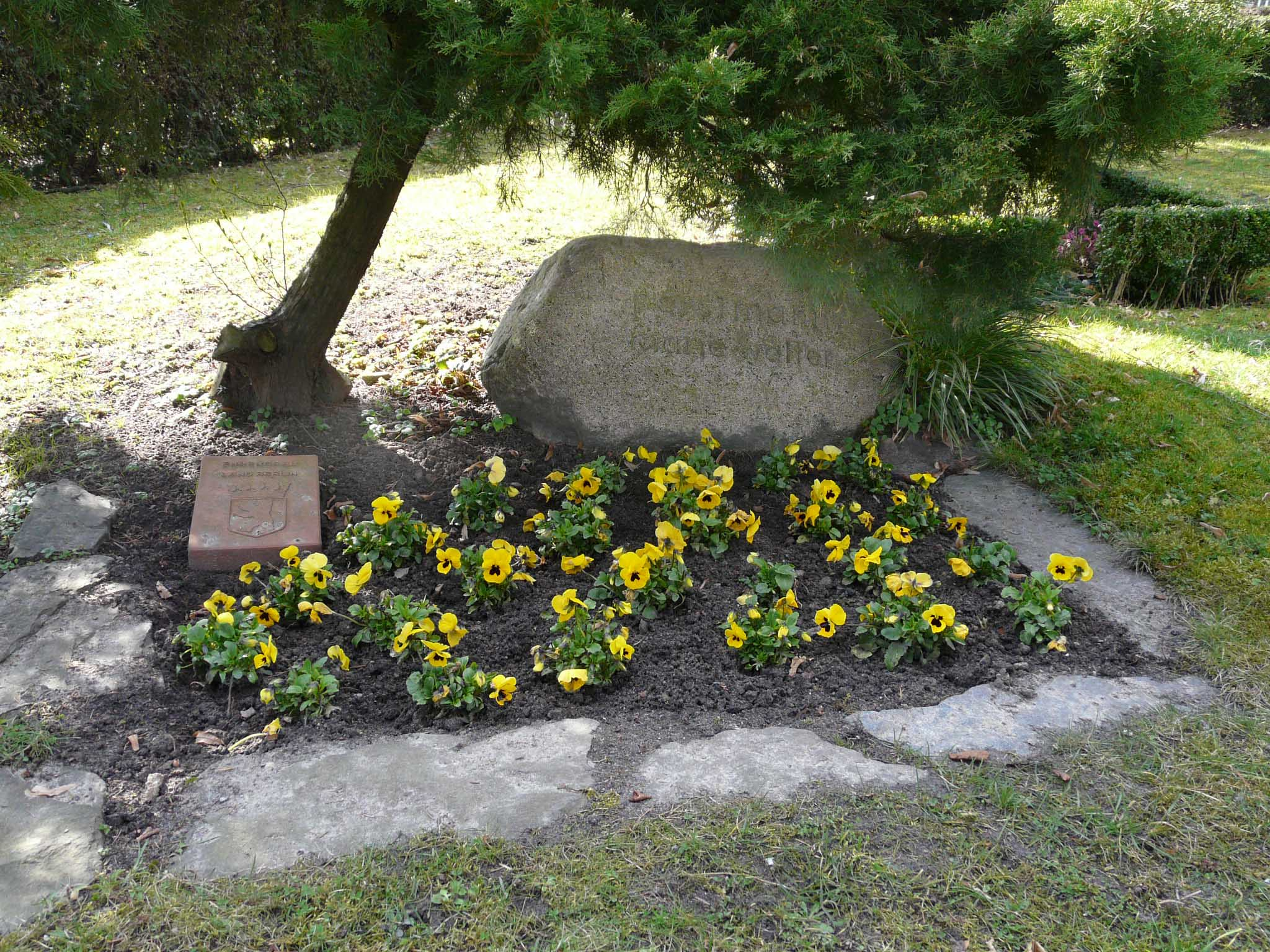
Grab auf dem Friedhof Lankwitz

Porstmann ist auf dem Friedhof Lankwitz in Berlin (C III-300) beigesetzt. 1987 wurde die Grabstätte durch die Senatskanzlei von Berlin als Ehrengrab anerkannt, im Jahr 2009 jedoch nicht verlängert.
1975 erschien die Internationale Norm ISO 216, entwickelt aus der DIN 476. Das Format A4 hat sich – mit dieser Bezeichnung – weltweit durchgesetzt; nur die USA, Kanada, einige Länder in Zentralamerika (Belize, Costa Rica, El Salvador, Guatemala, Nicaragua, Panama, Puerto Rico) sowie in Mexiko, Chile, Venezuela, Kolumbien und die Philippinen halten bei Papierformaten weiterhin am Zollmaß fest, wobei die Maße in Kanada auf 5 mm gerundete Näherungen des Zollformats entsprechen.

## Schriften (Auswahl)
- Normenlehre. Grundlagen, Reform und Organisation der Maß- und Normensysteme; dargestellt für Wissenschaft, Unterricht und Wirtschaft. Haase, Leipzig 1917.
- Untersuchungen über Aufbau und Zusammenschluß der Maßsysteme. Pries, Leipzig 1918 (Dissertation).
- Sprache und Schrift. Verein Deutscher Ingenieure, Berlin 1920 (Digitalisat).
- Papierformate. Die Dinformate und ihre Einführung in die Praxis. Dinorm, Berlin 1923 (3. Aufl. u. d. T. Normformate. Nutzen durch das Normformat für Handel, Industrie und Staat. Beuth-Verlag, Berlin 1930).
- Karteikunde. Das Handbuch der Karteitechnik. Verlag für Wirtschaft & Verkehr, Stuttgart 1928 (4., neu bearb. Aufl.: Schwabe, Berlin 1950).
- Flott und leserlich. Anleitung zur Form der Erwachsenenhandschrift. Bibliographisches Institut, Leipzig 1935.